# Chiesa di Santa Maria in Valle Porclaneta
Santa Maria in Valle Porclaneta è una chiesa situata nel comune di Magliano de' Marsi (AQ), nei pressi della frazione di Rosciolo, in Abruzzo.

## Storia
La chiesa fu costruita quasi certamente nella prima metà dell'XI secolo, probabilmente come parte di un precedente monastero, dal maestro chiamato Nicolò, sul cui sepolcro, realizzato nella navata destra, è riportata l'iscrizione latina "Opus Est Fatum Nicolaus Q.Iacet Hic". L'edificio di culto fu edificato in un luogo solitario della Marsica, all'imbocco della valle Porclaneta alle pendici del monte Velino, non distante dall'antico insediamento medievale di Rosciolum (o Rosculum).
Accanto alla dedicazione alla Vergine, il tempio conserva il nome antico della valle, Porclaneta appunto, la cui etimologia non certa è variamente interpretata: termine in uso nella lingua ebraica, con significato di "baratro", oppure dal greco "poru clanidos" (manto di tufo), o forse è un residuo del culto locale della divinità pagana di "Porcifer" (o "Purcefer") ovvero Fauno. La chiesa, inclusa in un più ampio complesso monasteriale elencato tra i possedimenti della chiesa benedettina prepositurale di Santa Maria in Luco, era situata nei pressi dell'antico incastellamento di Rosciolo, feudo dei conti dei Marsi. Tra il 1077 e il 1080 il centro fortificato, con le sue pertinenze e con il "monasterium Sancte Marie in valle Porclaneci", fu donato dal conte Berardo III all'abate Desiderio di Montecassino.
Alterne vicende interessarono la chiesa nel corso dei secoli: la distruzione avvenuta nel 1268 in concomitanza con la battaglia di Tagliacozzo fra Corradino di Svevia e Carlo I d'Angiò; un periodo di abbandono da parte dei monaci dal 1362; le dispute fra i conti celanesi, la diocesi marsicana e l'abbazia di Farfa e fra le nobili famiglie degli Orsini e dei Colonna per il possesso della chiesa; il restauro voluto da Jacovella da Celano tra il 1424 e il 1430 nel periodo in cui era legata a Odoardo Colonna, la rivendicazione regia nel 1765; la distruzione del monastero e il dissesto provocato dal terremoto della Marsica del 1915 che causò anche la perdita del campanile originale, fino ai rimaneggiamenti del biennio 1930-1931 e del 1967.

## Descrizione

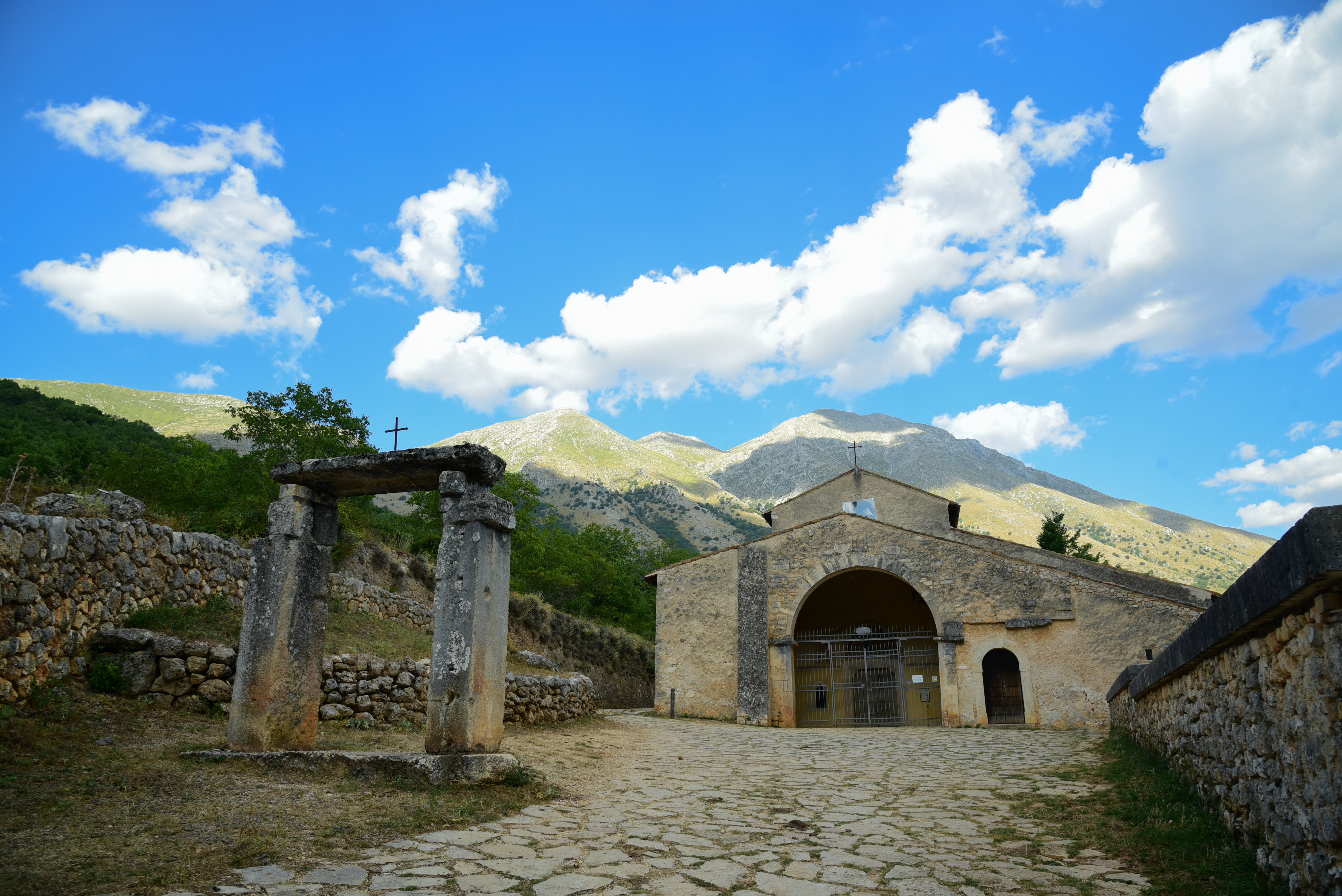
Resti del prònao all'ingresso della chiesa

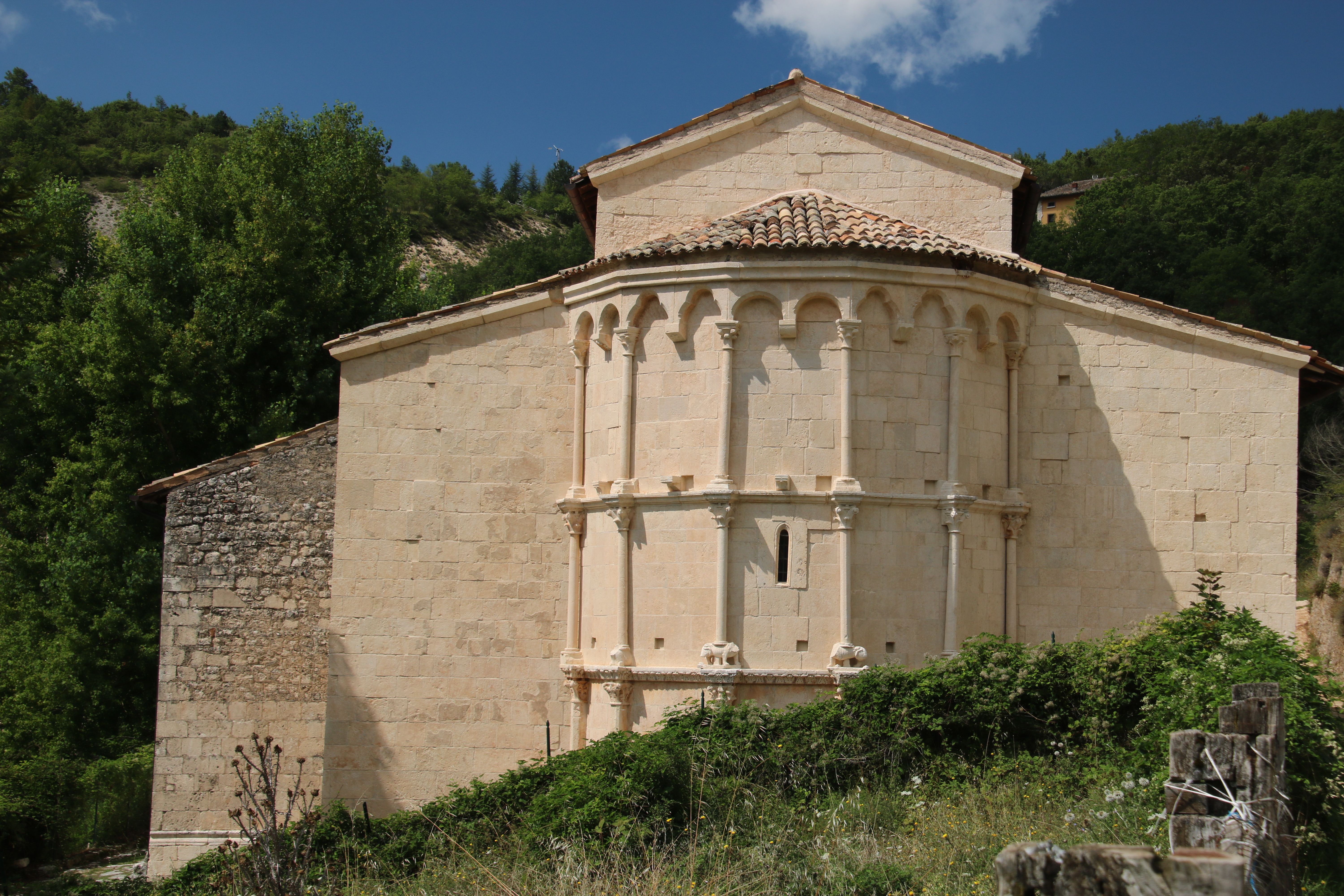
Vista dell'area posteriore con la parte esterna dell'abside

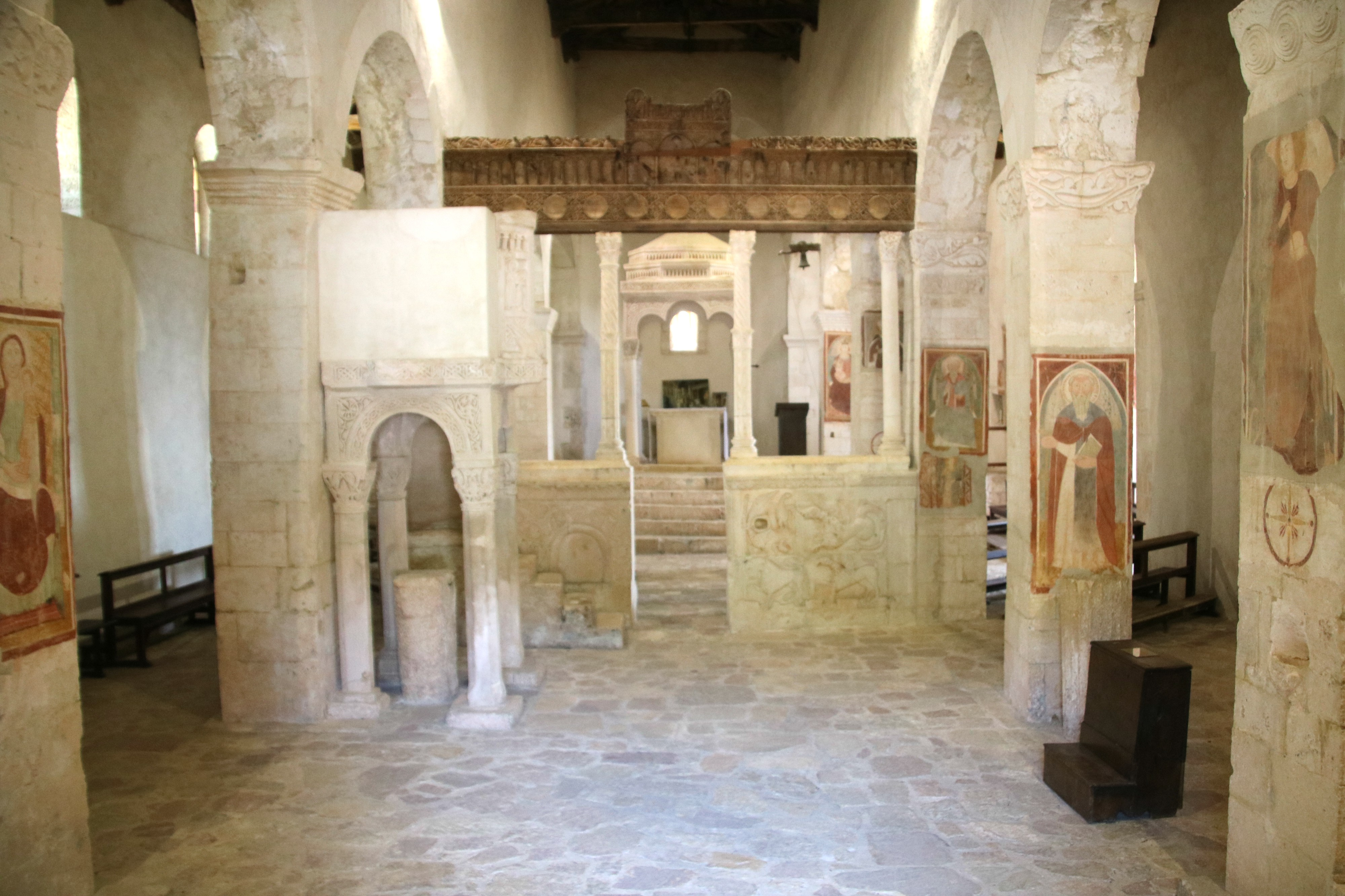
La navata centrale

La chiesa romanica, di origine benedettina, si trova in un luogo solitario alle pendici del monte Velino a 1 022 m s.l.m. 
La chiesa in forme semplici del primo stile romanico con influssi bizantini presenta la navata centrale separata tramite arcate che poggiano su pilastri da due più piccole navate laterali. Una quarta navata è posta alla destra dell'ingresso ad un livello leggermente inferiore, rimaneggiata probabilmente sulla preesistente area monasteriale a sagrestia in epoca rinascimentale.
Nonostante si siano del tutto perse le tracce del monastero e quasi del tutto quelle del chiostro, la chiesa ha conservato il suo originario impianto benedettino, caratterizzato da una spazialità semplice ed essenziale e da una fine decorazione plastica. L'organismo consisteva in un'aula rettangolare conclusa da un'abside semicircolare e divisa in navate da possenti pilastri, posti a sostegno di arcate a tutto sesto. Al di sotto della zona presbiteriale furono ricavati gli ambienti ipogei della cripta, voltata a botte. Dell'impostazione primordiale della chiesa si conserva solo il braccio sinistro, mentre la parte destra crollò del tutto durante la campagna di lavori avviata nel 1930, a cui fu aggiunta una navatella ad un livello leggermente inferiore. Lo schema planimetrico, ampiamente sperimentato in ambito cassinese con le committenze di Desiderio, subì un originale processo di adeguamento alle formule iconografiche del mondo benedettino, specialmente sul piano architettonico e delle decorazioni.
Due iscrizioni incise sui pilastri laterali ricordano i protagonisti di questo rinnovamento: il donatore Berardo III, figlio del conte marsicano Berardo e l'esecutore, il maestro Nicolò. La semplice impostazione della chiesa risulta dunque più articolata in prossimità dell'ingresso, dove fu costruito il prònao fra il portale gotico ed il distrutto chiostro conventuale. La decorazione architettonica del tempio consiste nei pittoreschi capitelli dei pilastri, vigorosamente scolpiti a raffigurare elementi geometrici, vegetali, zoomorfi e figure umane intrise di profonde simbologie, inerenti alla prima fase architettonica, realizzati verosimilmente dagli scalpellini che collaboravano con il maestro Nicolò, infine nella cosiddetta "cornice benedettina": un motivo decorativo d'ispirazione cassinese (applicato come collarino di pilastri, o come abaco sui capitelli, o come capitello di lesene) legato alla ripresa classicista promossa dall'abate Desiderio di Montecassino.
I frammenti della recinzione presbiteriale della chiesa (gli unici ad essersi conservati in Abruzzo, insieme all'iconostasi di San Pietro in Albe) possono altresì essere inclusi in un gruppo di sculture inerente al primo quarto del XII secolo, caratterizzato dalla resa marcatamente lineare di tralci "a canna", posti ad inquadrare foglie e frutti. A questo apparato esornativo si aggiunse, sul finire del XIII secolo, la decorazione della cortina muraria dell'abside poligonale, in cui si possono ravvisare molteplici punti di contatto con la facciata della chiesa di Santa Giusta di Bazzano (AQ) e, soprattutto, con le coeve costruzioni lombarde. Oltre all'iconostasi gli elementi di maggior spicco del tempio abruzzese sono da riconoscere nell'ambone e nel ciborio realizzati anch'essi nel 1150 dai maestri Roberto e Nicodemo. Sia l'ambone (posto nella sua collocazione originaria) che il ciborio sono caratterizzati da un gusto calligrafico desunto dagli ornati della miniatura, che concede tuttavia ampio spazio ad articolati ed appassionati temi narrativi.

### Ambone, ciborio e iconostasi

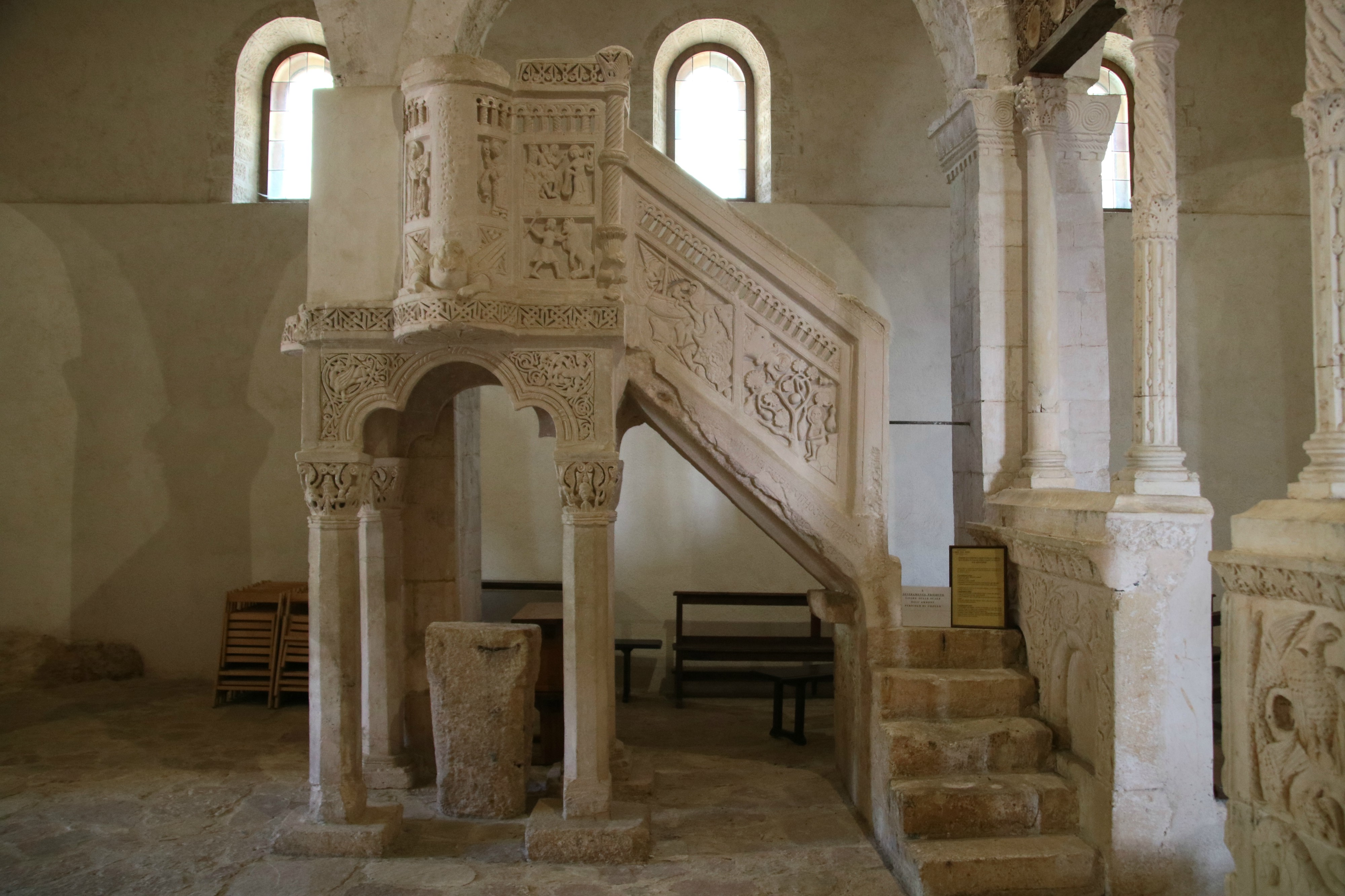
L'ambone, opera di Roberto e Nicodemo

La chiesa conserva all'interno tre importanti elementi architettonici: un ambone, scolpito con influenze orientali e bizantine, un ciborio, posizionato sul presbiterio rialzato e strutturalmente simile a quello realizzato successivamente nell'abbazia di San Clemente al Vomano con intarsi di derivazione moresca, oltre ad una rara iconostasi in legno, sorretta da quattro colonnine con capitelli decorati e fusti tortili.
L'iconostasi lignea di rara fattura rappresenterebbe, la conformazione dell'antico tempio di Salomone, con le due colonne pilastro che sorreggevano il tempio stesso: le colonne di Ioachim e Boaz, rispettivamente la "colonna del maestro" e la "colonna dell'apprendista". L'ipotesi sarebbe avvalorata da uno dei due quadri su tela che raffigura l'interno della chiesa realizzato dal pittore Carl Budtz-Møller della scuola dei pittori danesi di Civita d'Antino avviata da Kristian Zahrtmann tra la fine dell'Ottocento e il 1915, anno del terremoto marsicano. La stessa iconografia sarebbe rappresentata nella cappella di Rosslyn ad Edimburgo in Scozia.
L'ambone è scolpito in pietra rivestita di stucco, con cassa quadrata che poggia su piedritti ottagonali. I capitelli sono decorati da figurine umane barbute e intrecciate a sinuosi elementi vegetali, e sorreggono archi trilobi, nel prospetto e nel retro, ed archi laterali a tutto sesto. Della decorazione rimangono un corpo acefalo di leone alla base del lettorino semi cilindrico, e bassorilievi su due fasce disposti a destra e sul parapetto della scala.
Le scene mostrano diaconi e storie dell'Antico Testamento, come David che lotta con l'orso e Giona divorato dalla balena, replicato poi nell'ambone di Santa Maria del Lago a Moscufo (PE). Piccoli archetti a ferro di cavallo si trovano nella zona superiore.